# John Charles Fiddy
John Charles Fiddy (Londres, meados de 1944 — 24 de dezembro de 2017) foi um compositor e arranjador de músicas britânico.
Ganhou notoriedade por ser o compositor e arranjador da maioria das BGM (músicas de fundo) utilizadas na mixagem brasileira dos seriados mexicanos Chaves e Chapolin, de jingles para comerciais famosos, e de músicas para filmes, como Um Drink No Inferno 3: A Filha do Carrasco, e O Diário da Princesa.

## Biografia e carreira
John graduou-se em música pela Stationer's Company's School and Nottingham University. 
Seus primeiros trabalhos foram como guitarrista e baixista em álbuns de artistas consagrados como 
Olivia Newton-John, Alvin Stardust, Petula Clark, David Essex, The Wombles, e Uriah Heep.
Tão logo foi aumentando seus conhecimentos e experiências profissionais, John foi se especializando em fazer Jingles para comerciais, e músicas de fundo para TV.
Apresentou-se também com alguns pseudônimos, como: Jean-Pierre Fabien, Peter Guntherson, Jean-Claude Madonne, Barry Ryder e Tom Stanswick.
No Brasil, muitas de suas composições e arranjos presentes em discos de coletâneas de BGM foram usados na trilha sonora da versão dublada dos seriados mexicanos de Roberto Gómez Bolaños, como Chaves e Chapolim, uma vez que as fitas originais enviadas pela Televisa ao SBT continham um único canal de áudio para diálogos, sons e trilha sonora, levando assim as equipes de dublagem e mixagem a regravar quase inteiramente o áudio do material original e a susbtituir a trilha sonora, que, em sua maioria, eram temas de filmes americanos e de animações da Disney, por músicas de uso livre produzidas por estúdios de Library Music, como a KPM Music e a Bruton Music.
Morreu na tarde de domingo, dia 24 de dezembro de 2017, véspera de Natal, aos 73 anos, em Londres.

## Discografia

### Solo
- 1970 - Groupie Girl
- 1972 - Dum Dum
- 1974 - Jingles
- 1983 - Corporate Fanfares
- 1978 - Flutes Of Fancy
- 1977 - Plastic Popsicle
- 1977 - Industrial Themes And Underscores Vol. 1
- 1978 - Baroque Ensemble
- 1978 - Industrial Themes And Underscores Vol. 2
- 1980 - Industrial Themes And Underscores Vol. 3
- 1983 - Industrial Themes And Underscores Vol. 4 -Propulsion
- 1983 - Signatures
- 1983 - Suite In Oil And Steel
- 1983 - Prestige
- 1984 - Success Story Vol. 1 - Power Prestige Achievement
- 1985 - Success Story Vol. 2
- 1986 - Success Story Vol. 3
- 1987 - Success Story Vol. 4
- Good Life
- Imaginations
- Solo Guitar Vol. 1
- Success Story Vol. 5
- Classical Styling Vol. 3

### Com outros artistas
- 1974 - Industrial Panorama (com Keith Mansfield / Johnny Pearson / John Scott / Neil Richardson)
- 1976 - Orchestral Contrasts (com Brian Bennett / Alan Hawkshaw / Duncan Lamont / Simon Benson / James Clarke / Peter Cox)
- 1977 - Contemporary Themes (com Ray Davies)
- 1979 - Kids and Cartoons (com Tony Hymas)
- 1980 - Softly (com Norman Candler)
- 1983 - Neutral Moods And Static Sounds Vol. 1 (com Jim Harbourg)

### Participação em outros CDS
- 1977 - The Schizophonia - Mike Batt With London Symphony Orchestra

### Produções
- London Moods Orchestra
- Lena Zavaroni
- Danny Doyle
- Juniper Green
- Nottingham Forest
- Kimera
- Franck Pourcel
- Martin Taylor
- Kenny Ball and the Jazzmen
- The Swingle Singers

### Uso de trilha musical
Obras, programas, bandas etc. que usam suas composições como trilha musical:
- Anglia TV Logos
- African Routes
- Analogy
- Animal Park
- Around The World In 1080 Days
- Around The World In 80 Treasures
- Baron Munchausen Bergerac
- Bill Oddie’s Wild Side
- Billion Dollar Disasters
- Black Rainbow
- Bread
- British Telecom Training
- Camp Lazlo
- Celebrity Deathmatch
- Clockers
- Crimewatch UK
- Dinner Ladies
- Dinosaur Detectives
- Doctors
- Dodgeball
- Eastenders
- Emmerdale
- Eurotrash
- False Profit
- Forbidden Games
- Flog It
- Friends
- A Girl’s Best Friend
- The Gods Must Be Crazy
- Gothic
- Greater German Folk
- Groupie Girl
- Jeeves & Wooster
- Harry Hills TV Burp
- Heartbeat
- Holiday Island
- House Auction
- I'm A Celebrity Jungle Diary
- In Safe Hands
- Jeeves And Wooster
- LBC Newsflash
- Light of Peace
- Lionel’s Birthday
- Live & Kicking
- Lloyds Corporate Melvyn Bragg’s Travels
- Memento
- Magnificent Obsession
- Mysteries
- Newlyweds
- Nightwatch With Steve Scott
- Oil – A Dream Comes True
- The Oprah Winfrey Show
- The Osbournes
- Place In The Sun
- Police Academy 7
- The Princess Diaries
- Private Life Of A Masterpiece
- Rank Character Induction
- Rank Excellent Company
- Rank Hygiene
- Rank Night Out
- The Real ER
- Rich Girls
- Richard & Judy
- Rites of Summer
- Ross Kemp On Gangs
- Seabiscuit
- Sense of Purpose
- Sex and Mrs X
- Sex and the City
- Shall We Dance
- Shining Through
- Skyways – Pacific Int Airport
- Something’s Gotta Give
- SpongeBob SquarePants
- The Steve Harvey Show
- Strictly Come Dancing
- Taxi
- Takin’ It Off
- Talk Italian
- Top Of The Pops Saturday
- Victoria’s Empire
- Vroom Vroom
- Waking Up In Reno
- The Wife Swappers
- Wife Swap
- Wren – The Man Who Built Britain
- El Chavo del Ocho (dublagem brasileira)

### Empresas paras as quais compôsjingles
- Allied Carpets
- Anadin
- Austin Cars
- BASF
- BTTC
- BMW Turbo Diesel
- Capitol FM (Canadá)
- Cinzano
- Daihatsu (Japão)
- Dairy Crest
- DB Bahn Touristik
- Dornier Litho
- Football League
- Hitachi
- Ing Direct Spain
- Kelloggs
- Kodak
- Krone
- Milchland Butter
- Pepsi Cola (Alemanha)
- Punch
- Radio 4 Election
- Rank Hit Logo
- Saab
- Semperit Tyres
- SKG Zips
- TWI Logo
- Wadham Stringer

### BGMs utilizadas emChaves
Story Time, Story Time Link, Boys, Boys Link, Skipping, Walking The Dog, Walking The Dog Link, Playing With Toys, Playing With Toys Link, Cornball, On The Go, On The Go Link, Busybodies, Busybodies Link, Mechanical Toys, In A Hurry, Running Away, Running Away Link, Waking Up, Waking Up Link, Time For Bed, Mum, By The River, Dreamworld, Fireside, Frightened, Baddy e Kids Links